# Fenestraja ishiyamai
Fenestraja ishiyamai är en rockeart som först beskrevs av Bigelow och Schroeder 1962.  Fenestraja ishiyamai ingår i släktet Fenestraja och familjen egentliga rockor. IUCN kategoriserar arten globalt som otillräckligt studerad. Inga underarter finns listade i Catalogue of Life.